# Bivacco II a Jezera
Il Bivacco II a Jezera (in sloveno: Bivak II na Jezerih) è un rifugio situato nei pressi dell'altopiano di Na Jezerih, sopra la Valle di Vrata, circondato dai monti Visoki Rokav, Srednji Rokava in Visokega Rokava, Visokega Oltarja, Dovškega križa.